# Bohdanovce
Bohdanovce (in ungherese Garbócbogdány) è un comune della Slovacchia facente parte del distretto di Košice-okolie, nella regione di Košice.